# Le poète assassiné (verhalenbundel)
Le poète assassiné (De vermoorde dichter) is een verhalenbundel van de Franse schrijver Guillaume Apollinaire, gepubliceerd in 1916. Het grootste deel van het boek wordt in beslag genomen door het titelverhaal, een novelle over het leven van een dichter van zijn verwekking tot gewelddadige dood en begrafenis. Dit verhaal bevat duidelijke autobiografische elementen met verwijzingen naar Apollinaires vriendschap met Pablo Picasso en zijn relatie met Marie Laurencin. De surrealistische novelle is fragmentarisch van compositie.
Andere bekende verhalen in de bundel zijn Le Roi Lune, over Ludwig II van Beieren en L'Ami Méritarte, een verhaal waarin de hoofdpersoon een kookkunst introduceert die kan wedijveren met de andere kunsten. Le poète assassiné werd in zijn geheel in het Nederlands vertaald door de dichter Rein Bloem.

## Inhoud
- Le poète assassiné
- Le Roi-Lune
- Giovanni Moroni
- La Favorite
- Le départ de l'ombre
- La fiancée posthume
- L'oeil bleu
- L'Infirme divinisé
- Sainte Adorata
- Les souvenirs bavards
- La Rencontre au cercle mixte
- Petites recettes de magie moderne
- La chasse à l'aigle
- Arthur roi passé roi futur
- L'Ami Méritarte
- Cas du brigadier masqué cést à dire le poéte ressuscité

afgevallen verhalen voor de oorspronkelijke editie, maar postuum weer toegevoegd:
- La Comtesse d'Eisenberg
- L'Albanais
- La Noël des milords
- Le Gastro-astronomisme ou la Cuisine Nouvelle
- La Robinson de las gare Saint-Lazare